# Élesdi sortűz
Az élesdi sortűz 1904. április 24-én az erdélyi (ma Románia, akkor Magyarország) Élesden lezajlott gyűlés szétoszlatása volt a csendőrség által. Az eseménynek több, mint harminc halálos áldozata volt.

## Választási gyűlésből erőszak
A sortűz részben a Függetlenségi Párt és a Szociáldemokrata Párt közti politikai konfliktus következménye volt.
A Függetlenségi Párt választási gyűlése elleni, tüntetéssé vált szociáldemokrata felvonuláson mintegy ötezer ember vett részt. A csendőrök lovasrohamot indítottak ellenük, majd puskalövések dördültek, és az összecsapásban 33-an életüket vesztették, több tucatnyian pedig megsebesültek.
Egy korabeli szociáldemokrata sajtójelentés szerint: „1904. április 24-ike a magyar munkásság gyásznapja. Élesden a függetlenségi pártgyűlést tartott e napon. Kossuth Ferenc a mindenben magyar hazafi román plakáton hívta meg a román népet a gyűlésre. A függetlenségi párt tudta, hogy Élesden és környékén a nép a szociáldemokrata párthoz tartozik, mégis meghívta elvtársainkat, hogy eltántorítsák őket a párttól, A függetlenségi párt emberei, csendőrt és katonát kértek a gyűlésre, és a hatalom készséggel segédkezett a nép letiprásában. Harminchárom halott hozzátartozói átkozzák a függetlenségi szédelgést. Legyilkoltak harminchárom embert, mert szociáldemokraták voltak, mert nem akarták meghallgatni a függetlenségi népbolondítókat. A gyilkos csendőrök elismerést kaptak a kormánytól. A nagyváradi munkásság az élesdi vérengzések áldozatainak temetésekor kegyeletének kifejezéseként és egyszersmind tiltakozása jeléül általános sztrájkba lépett…”
A tüntetés szervezőit fegyházra ítélték. A legsúlyosabb büntetést Silberstein Dezső és Papp (Pop) Flóra kapták, három-, illetve egyévi fegyházat.

## A művészetben
A sortűzről beszámol többek közt Peter Jaros Az ezeréves méh című nagyregénye a szlovák parasztságról.
Az eseményt megemlíti Nagy István Sáncalja című önéletrajzi regényében.
Mácsai István 1955-ben festményt készített az eseményről; a kép a Magyar Nemzeti Múzeumban található.